# فهرست فرودگاه‌های کارولینای شمالی
این فهرست شامل فهرست فرودگاه‌های کارولینای شمالی است که براساس گروه، نوع و مکان آن‌ها مرتب شده‌اند. کارولینای شمالی یکی از ایالات آمریکا است.

## فرودگاه‌ها
این فهرست شامل اطلاعات زیر می‌باشد:
- شهر خدمت‌رسانی - شهری که عموماً به فرودگاه نسبت داده می‌شود و به آن نام در اداره هوانوردی فدرال ثبت شده‌است. این شهر همیشه مکان واقعی فرودگاه نیست چراکه برخی از این فرودگاه‌ها در شهرک‌هایی خارج از شهر اصلی خدمت‌رسانی خود واقع شده‌اند. این فهرست، همهٔ شهرهای سرویس داده شده را دربر نمی‌گیرد. این شهرها را می‌توان در نوشتار مربوط به هر فرودگاه یافت.
- FAA - شناسه موقعیت فرودگاه بر پایه اطلاعات اداره هوانوردی فدرال (FAA).
- IATA - شماره اختصاص‌داده‌شده به فرودگاه توسط انجمن بین‌المللی حمل و نقل هوایی (IATA). مواردی که این شناسه با شناسه مورد استفادهٔ اداره هوانوردی فدرال هماهنگ نیستند پررنگ شده‌اند.
- ICAO - نشان‌گر موقعیت اختصاص‌داده‌شده توسط سازمان بین‌المللی هوانوردی غیرنظامی (ایکائو).
- نام فرودگاه - نام رسمی فرودگاه. مواردی که به صورت پررنگ نشان داده شده‌اند بیانگر این هستند که فرودگاه برای شرکت‌های هواپیمایی تجاری، خدمات زمان‌بندی‌شده ارائه می‌کند.
- کاربری (Role) - یکی از موارد چهارگانه دسته‌بندی فرودگاهی اداره هوانوردی فدرال، که طبق گزارش ارائه‌شده در طرح ملی سامانه‌های فرودگاهی یک‌پارچه (NPIAS)، بین سال‌های ۲۰۰۹-۲۰۱۳ شامل موارد زیر است:
  - P: خدمات تجاری - دست‌اول (Primary) که شامل فرودگاه‌های دولتی‌ای است که خدمات مسافربری منظم ارائه می‌کنند و سالانه به بیش از ۱۰ هزار مسافر خدمات می‌دهند.

فرودگاه‌های دست‌اول توسط اداره هوانوردی فدرال به مراکز اصلی زیر طبقه‌بندی شده‌اند:
- -     - L: مرکز بزرگ که ۱% از کل مسافرت‌های هوایی ایالات متحده آمریکا (در طی یک سال) را دربرمی‌گیرد.
    - M: مرکز متوسط که برای ۰٫۲۵% از کل مسافرت‌های هوایی ایالات متحده آمریکا (در طی یک سال) در نظر گرفته شده‌است.
    - S: مرکز کوچک که برای ۰٫۰۵% تا ۰٫۲۵% از کل مسافرت‌های هوایی ایالات متحده آمریکا (در طی یک سال) در نظر گرفته شده‌است.
    - N: مرکز نیست که برای کمتر از ۰٫۰۵% از کل مسافرت‌های هوایی ایالات متحده آمریکا (در طی یک سال) در نظر گرفته شده‌است.

  - CS: خدمات تجاری - غیر دست‌اول که شامل فرودگاه‌های دولتی‌ای است که سالیانه حداقل به ۲۵۰۰ مسافر خدمات می‌دهند.
  - R: فرودگاه‌های کمکی که توسط اداره هوانوردی فدرال برای کاهش فشار بر فرودگاه‌های بزرگ و نیز افزایش دسترسی جامعه به خدمات هوایی ایجاد شده‌اند.
  - GA: فرودگاه‌های اختصاص یافته به هوانوردی عمومی، که بیشترین تعداد از فرودگاه‌های آمریکا را دربر می‌گیرند.
- Enpl - تعداد مسافرت‌های انجام شده در فرودگاه در طی سال ۲۰۰۸ (بر اساس آمار اداره هوانوردی فدرال)
- Airspace - دستهٔ (کلاس) حریم هوایی درنظرگرفته‌شده برای آن فرودگاه.(مقادیر داده‌شده در پرانتز بیانگر این هستند که فرودگاه در حریم هوایی یک فرودگاه دیگر واقع شده‌است و نیز آن حریم هوایی را نشان می‌دهند) به‌طور کلی، فرودگاه‌های دستهٔ B شلوغ‌ترین فرودگاه‌ها هستند و بعد از آن‌ها به ترتیب دسته‌های C، D، E و G قرار دارند.

| شهر                                                      | شناسه موقعیت | یاتا | ایکائو | نام فرودگاه                                                          | کاربری | مسافر در سال |
| -------------------------------------------------------- | ------------ | ---- | ------ | -------------------------------------------------------------------- | ------ | ------------ |
|                                                          |              |      |        | Commercial service – primary airports                                |        |              |
| اشویل                                                    | AVL          | AVL  | KAVL   | فرودگاه منطقه‌ای اشویل                                                | P-N    | ۶۸۲٬۳۰۶      |
| شارلوت                                                   | CLT          | CLT  | KCLT   | فرودگاه بین‌المللی شارلوت داگلاس                                      | P-L    | ۱۸٬۲۸۱٬۴۲۵   |
| فییتویل، کارولینای شمالی                                 | FAY          | FAY  | KFAY   | فرودگاه ناحیه‌ای فیتیول (Grannis Field)                               | P-N    | ۲۰۲٬۵۹۷      |
| گرینزبورو، کارولینای شمالی                               | GSO          | GSO  | KGSO   | فرودگاه بین‌المللی پیدمونت تراید                                      | P-S    | ۸۶۳٬۷۴۵      |
| گرینویل، کارولینای شمالی                                 | PGV          | PGV  | KPGV   | فرودگاه پیت گرینویل                                                  | P-N    | ۵۲٬۲۸۷       |
| جکسنویل، کارولینای شمالی                                 | OAJ          | OAJ  | KOAJ   | فرودگاه البرت جی آلیس                                                | P-N    | ۱۲۶٬۹۴۷      |
| نیو برن، کارولینای شمالی                                 | EWN          | EWN  | KEWN   | فرودگاه منطقه‌ای کوستل کارولینا (was Craven County Regional)          | P-N    | ۱۱۱٬۱۸۴      |
| رالی، کارولینای شمالی                                    | RDU          | RDU  | KRDU   | فرودگاه بین‌المللی رالیگ-دورهام                                       | P-M    | ۴٬۸۶۸٬۴۹۲    |
| Wilmington                                               | ILM          | ILM  | KILM   | فرودگاه بین‌المللی ویلمینگتون                                         | P-N    | ۴۶۹٬۹۹۳      |
|                                                          |              |      |        | Reliever airports                                                    |        |              |
| کانکرد، کارولینای شمالی                                  | JQF          |      | KJQF   | فرودگاه منطقه‌ای کانکرد                                               | R      | ۶٬۱۴۹        |
| منروو، کارولینای شمالی                                   | EQY          |      | KEQY   | فرودگاه شارلوت-مونرو ایگزکیتیو (was Monroe Regional Airport)         | R      | ۹۹           |
| سنفورد، کارولینای شمالی                                  | TTA          |      | KTTA   | فرودگاه رالیگ اکسس (was Sanford-Lee Co. Regional)                    | R      | ۱۷           |
|                                                          |              |      |        | General aviation airports                                            |        |              |
| اهوسکی، کارولینای شمالی                                  | ASJ          |      | KASJ   | فرودگاه تری-کانتی (کارولینای شمالی)                                  | GA     |              |
| البمارل، کارولینای شمالی                                 | VUJ          |      | KVUJ   | فرودگاه شهرستان استنلی                                               | GA     | ۲            |
| اندروز، کارولینای شمالی                                  | RHP          |      | KRHP   | فرودگاه محلی وسترن کارولینا (was Andrews-Murphy Airport)             | GA     | ۱۳           |
| اشبورو، کارولینای شمالی                                  | HBI          |      | KHBI   | فرودگاه منطقه‌ای اشبروو (was Asheboro Municipal)                      | GA     |              |
| بووفرت، کارولینای شمالی                                  | MRH          |      | KMRH   | فرودگاه صحرایی مایکل ج. اسمیت                                        | GA     | ۲۲           |
| برلینگتن، کارولینای شمالی                                | BUY          |      | KBUY   | فرودگاه منطقه‌ای برلینگتون-آلامانس                                    | GA     | ۱۰           |
| کلینتن، کارولینای شمالی                                  | CTZ          | CTZ  | KCTZ   | فرودگاه سمپسن کانتی (was Sampson County Airport)                     | GA     |              |
| Currituck                                                | ONX          |      | KONX   | فرودگاه شهرستان کوریتوک (was Currituck County Airport)               | GA     | ۱۲           |
| ادنتون، کارولینای شمالی                                  | EDE          | EDE  | KEDE   | فرودگاه منطقه‌ای نورث‌ایستن                                            | GA     | ۱۲           |
| ایلیزبت سیتی، کارولینای شمالی                            | ECG          | ECG  | KECG   | فرودگاه منطقه‌ای الیزابت / Elizabeth City CGAS                        | GA     | ۱۵           |
| ایلیزبتتاون، کارولینای شمالی                             | EYF          |      | KEYF   | فرودگاه صحرایی کورتیس ال براون جی آر                                 | GA     | ۲            |
| الکین، کارولینای شمالی                                   | ZEF          |      | KZEF   | فرودگاه شهری الکین                                                   | GA     | ۵            |
| انگلهارد، کارولینای شمالی                                | 7W6          |      |        | فرودگاه شهرستان هاید                                                 | GA     |              |
| روین، کارولینای شمالی                                    | HRJ          |      | KHRJ   | فرودگاه منطقه‌ای هارنیت (was Harnett County Airport)                  | GA     |              |
| فرنکلین، کارولینای شمالی                                 | 1A5          |      |        | فرودگاه شهرستان مکون                                                 | GA     | ۱۰           |
| گستوونیا، کارولینای شمالی                                | AKH          |      | KAKH   | فرودگاه شهری گستونیا                                                 | GA     | ۵            |
| گلدزبورو، کارولینای شمالی                                | GWW          |      | KGWW   | فرودگاه شهری گلدزبرو-وین (was Goldsboro-Wayne Municipal Airport)     | GA     |              |
| هترس، کارولینای شمالی                                    | HSE          | HNC  | KHSE   | فرودگاه بیلی میشل                                                    | GA     |              |
| هیکری، کارولینای شمالی                                   | HKY          | HKY  | KHKY   | فرودگاه منطقه‌ای هیکری                                                | GA     | ۱۱۲          |
| کنانسویل، کارولینای شمالی                                | DPL          |      | KDPL   | فرودگاه شهرستان دوپلین                                               | GA     |              |
| کیل دول هیل، کارولینای شمالی                             | FFA          | FFA  | KFFA   | فرودگاه فرست فلایت                                                   | GA     | ۱۹           |
| کینستن، کارولینای شمالی                                  | ISO          | ISO  | KISO   | فرودگاه منطقه‌ای کینستون                                              | GA     | ۹٬۴۵۵        |
| لکسینگتن، کارولینای شمالی                                | EXX          |      | KEXX   | فرودگاه دیویدسن کانتی                                                | GA     | ۷            |
| لینکولنتون، کارولینای شمالی                              | IPJ          |      | KIPJ   | فرودگاه محلی شهر لینکولتون-لینکولن                                   | GA     | ۵            |
| لویسبرگ، کارولینای شمالی                                 | LHZ          | LFN  | KLHZ   | Franklin County Airport                                              | GA     |              |
| لامبرتن، کارولینای شمالی                                 | LBT          | LBT  | KLBT   | فرودگاه شهری لومبرتون                                                | GA     | ۵            |
| مانتو، کارولینای شمالی                                   | MQI          | MEO  | KMQI   | فرودگاه منطقه‌ای شهرستان دیر                                          | GA     | ۱۹           |
| ماکستون، کارولینای شمالی                                 | MEB          | MXE  | KMEB   | فرودگاه لاورینبورگ-ماکستن                                            | GA     | ۲            |
| مرگنتن، کارولینای شمالی                                  | MRN          | MRN  | KMRN   | فرودگاه محلی فوت‌هیلز (was Morganton-Lenoir Airport)                  | GA     | ۱۰           |
| ماونت ایری، کارولینای شمالی                              | MWK          |      | KMWK   | فرودگاه شهرستان ماونت ایری/سوری                                      | GA     |              |
| ماونت آلیو، کارولینای شمالی                              | W40          |      |        | Mount Olive Municipal Airport                                        | GA     |              |
| نرت ویلکسبورو، کارولینای شمالی                           | UKF          | IKB  | KUKF   | فرودگاه ویلکز کانتی                                                  | GA     | ۷            |
| اووشن آیل بیچ، کارولینای شمالی                           | 60J          |      |        | Odell Williamson Municipal Airport (was Ocean Isle Airport)          | GA     | ۴            |
| وکراکوک، کارولینای شمالی                                 | W95          |      |        | Ocracoke Island Airport                                              | GA     | ۲            |
| آکسفورد، کارولینای شمالی                                 | HNZ          |      | KHNZ   | Henderson-Oxford Airport (Oxford Henderson Airport)                  | GA     | ۱۷           |
| پینهورست، کارولینای شمالی / سادرن پاینز، کارولینای شمالی | SOP          | SOP  | KSOP   | فرودگاه مور کانتی (کارولینای شمالی)                                  | GA     | ۸۴           |
| پلیمت، کارولینای شمالی                                   | PMZ          |      | KPMZ   | فرودگاه شهری پلیموث، کارولینای شمالی                                 | GA     |              |
| ریدزویل، کارولینای شمالی                                 | SIF          |      | KSIF   | فرودگاه راکینگهام کانتی                                              | GA     |              |
| روونووک رپید، کارولینای شمالی                            | IXA          |      | KIXA   | Halifax-Northampton Regional Airport                                 | GA     |              |
| راکینگم، کارولینای شمالی                                 | RCZ          |      | KRCZ   | فرودگاه بخش ریچموند (was Rockingham-Hamlet Airport)                  | GA     | ۵            |
| راکی ماونت، کارولینای شمالی                              | RWI          | RWI  | KRWI   | فرودگاه محلی راکی مانتین ویلسون                                      | GA     | ۶۸           |
| روکسبورو، کارولینای شمالی                                | TDF          | TDF  | KTDF   | فرودگاه پرسون کانتی                                                  | GA     | ۵۷           |
| روتهرفوردتون، کارولینای شمالی                            | FQD          |      | KFQD   | Rutherford County Airport (Marchman Field)                           | GA     | ۱            |
| سولزبری، کارولینای شمالی                                 | RUQ          | SRW  | KRUQ   | فرودگاه روان کانتی                                                   | GA     | ۱۰           |
| شلبی، کارولینای شمالی                                    | EHO          |      | KEHO   | فرودگاه محلی شل‌بای‌شهرستان کلیولند (was Shelby Municipal)             | GA     |              |
| سیلر سیتی، کارولینای شمالی                               | 5W8          |      |        | Siler City Municipal Airport                                         | GA     | ۱            |
| اسمیتفیلد، کارولینای شمالی                               | JNX          |      | KJNX   | Johnston County Airport                                              | GA     | ۱            |
| سوتپرت، کارولینای شمالی                                  | SUT          |      | KSUT   | Brunswick County Airport                                             | GA     | ۱۵           |
| اسپروس پاین، کارولینای شمالی                             | 7A8          |      |        | Avery County Airport (Morrison Field)                                | GA     |              |
| استار، کارولینای شمالی                                   | 43A          |      |        | فرودگاه مانتگامری کانتی (کارولینای شمالی)                            | GA     |              |
| استیتسویل، کارولینای شمالی                               | SVH          | SVH  | KSVH   | Statesville Regional Airport (was Statesville Municipal Airport)     | GA     | ۷۷           |
| سیلوا، کارولینای شمالی                                   | 24A          |      |        | فرودگاه شهرستان جکسن (کارولینای شمالی)                               | GA     | ۳            |
| تاربورو، کارولینای شمالی                                 | ETC          |      | KETC   | Tarboro-Edgecombe Airport (Tarboro-Edgecombe County)                 | GA     | ۳            |
| وادسبورو، کارولینای شمالی                                | AFP          |      | KAFP   | فرودگاه آنسون کاونتی                                                 | GA     |              |
| والیس، کارولینای شمالی                                   | ACZ          |      | KACZ   | فرودگاه صحرایی هندرسون (کارولینای شمالی)                             | GA     |              |
| واشینگتن، کارولینای شمالی                                | OCW          | OCW  | KOCW   | Warren Field                                                         | GA     | ۶            |
| وست جفرسن، کارولینای شمالی                               | GEV          |      | KGEV   | فرودگاه شهرستان اشه                                                  | GA     |              |
| وهیتویل، کارولینای شمالی                                 | CPC          |      | KCPC   | فرودگاه شهری کلامبس                                                  | GA     | ۳            |
| ویلیامستون، کارولینای شمالی                              | MCZ          |      | KMCZ   | فرودگاه مارتین کانتی                                                 | GA     |              |
| وینستون-سیلم                                             | INT          | INT  | KINT   | فرودگاه اسمیت رینولدرز                                               | GA     | ۲٬۱۰۲        |
|                                                          |              |      |        | Other public-use airports (not listed in NPIAS)                      |        |              |
| ارچدال، کارولینای شمالی                                  | 72A          |      |        | Johnson Field                                                        |        |              |
| بلادنبورو، کارولینای شمالی                               | 3W6          |      |        | Bladenboro Airport                                                   |        |              |
| بروارد، کارولینای شمالی                                  | 22W          |      |        | فرودگاه شهرستان ترانسیلوانیا                                         |        |              |
| چپل هیل، کارولینای شمالی                                 | IGX          |      | KIGX   | فرودگاه هریس ویلیامز                                                 |        | ۹۳           |
| شارلوت                                                   | 8A6          | QWG  |        | فرودگاه محله هوایی ویلگروو                                           |        |              |
| فارمویل، کارولینای شمالی                                 | N08          |      |        | Flanagan Field                                                       |        |              |
| فییتویل، کارولینای شمالی                                 | 2GC          |      |        | Grays Creek Airport                                                  |        |              |
| گرینزبورو، کارولینای شمالی                               | W88          |      |        | Air Harbor Airport                                                   |        |              |
| گرینزبورو، کارولینای شمالی                               | 3A4          |      |        | Southeast Greensboro Airport                                         |        |              |
| هندرسنویل، کارولینای شمالی                               | 0A7          |      |        | Hendersonville Airport                                               |        | ۹            |
| هیکری، کارولینای شمالی                                   | E40          |      |        | Wilson's Airport                                                     |        |              |
| هالی ریج، کارولینای شمالی                                | N21          |      |        | Holly Ridge/Topsail Island Airport                                   |        |              |
| Hurdle Mills                                             | 4W4          |      |        | Whitfield Farms Airport                                              |        |              |
| ایندیان تریل، کارولینای شمالی                            | 28A          |      |        | Goose Creek Airport                                                  |        |              |
| جکسنویل، کارولینای شمالی                                 | N22          |      |        | Sky Manor Airport                                                    |        |              |
| جونسویل، کارولینای شمالی                                 | 78A          |      |        | Swan Creek Airport                                                   |        |              |
| Julian                                                   | N88          |      |        | Kecks Airport                                                        |        |              |
| لیبرتی، کارولینای شمالی                                  | 2A5          |      |        | Causey Airport                                                       |        |              |
| لیبرتی، کارولینای شمالی                                  | N61          |      |        | Hinshaw (Greenacres) Airport                                         |        |              |
| میدن، کارولینای شمالی                                    | N92          |      |        | Laneys Airport                                                       |        |              |
| مریان، کارولینای شمالی                                   | 9A9          |      |        | Shiflet Field                                                        |        |              |
| مبان، کارولینای شمالی                                    | 4W7          |      |        | Hurdle Field                                                         |        |              |
| موکسویل، کارولینای شمالی                                 | 8A7          |      |        | فرودگاه توئین لیکس (کارولینای شمالی)                                 |        | ۳            |
| موکسویل، کارولینای شمالی                                 | 31A          |      |        | Sugar Valley Airport                                                 |        |              |
| مورسویل، کارولینای شمالی                                 | 14A          |      |        | Lake Norman Airpark                                                  |        | ۲۱           |
| اووک ریج، کارولینای شمالی                                | N83          |      |        | DS Butler Farm and Airfield                                          |        |              |
| پینک هیل، کارولینای شمالی                                | 4W9          |      |        | Pink Hill Airport                                                    |        |              |
| Potters Hill                                             | 6N9          |      |        | Eagles Nest Airport                                                  |        |              |
| رافورد، کارولینای شمالی                                  | 5W4          |      |        | P K Airpark                                                          |        |              |
| رالی، کارولینای شمالی                                    | 5W5          |      |        | Triple W Airport                                                     |        |              |
| ریدزویل، کارولینای شمالی                                 | 6A5          |      |        | Warf Airport                                                         |        |              |
| تامسویل، کارولینای شمالی                                 | N97          |      |        | Hiatt Airport                                                        |        |              |
| ولنات کوو، کارولینای شمالی                               | N63          |      |        | Meadow Brook Field                                                   |        |              |
| واکسهاو، کارولینای شمالی                                 | N52          |      |        | JAARS-Townsend Airport                                               |        | ۲            |
| ویلسن، کارولینای شمالی                                   | W03          |      |        | Wilson Industrial Air Center                                         |        |              |
| یانسیویل، کارولینای شمالی                                | 6W4          |      |        | Caswell Airport                                                      |        |              |
|                                                          |              |      |        | Other military airports                                              |        |              |
| کمپ ماکال                                                | HFF          | HFF  | KHFF   | کمپ ماکال (at کمپ ماکال)                                             |        |              |
| پایگاه نیروی هوایی، دریایی چری پوینت                     | NKT          | NKT  | KNKT   | پایگاه نیروی هوایی، دریایی چری پوینت (Cunningham Field)              |        | ۳۴٬۷۹۶       |
| فییتویل، کارولینای شمالی                                 | POB          | POB  | KPOB   | فرودگاه صحرایی ارتشی پوپ                                             |        | ۲۵٬۶۹۲       |
| Fort Bragg                                               | FBG          | FBG  | KFBG   | فرودگاه سیمونس آرمی (at فورت برگ (پایگاه نظامی))                     |        |              |
| گلدزبورو، کارولینای شمالی                                | GSB          | GSB  | KGSB   | پایگاه نیرو هوایی سیمور جهنسن                                        |        | ۸۹۵          |
| هالی ریج، کارولینای شمالی                                | 14NC         |      |        | فرودگاه مارین کروپس اوتلاینیگ کمپ دیویس (former Camp Davis AAF)      |        |              |
| جکسنویل، کارولینای شمالی                                 | NCA          |      | KNCA   | پایگاه نیروی هوایی، دریایی نیوریور (McCutcheon Field)                |        |              |
| اسوانسبورو، کارولینای شمالی                              | NJM          |      | KNJM   | فرودگاه مارین کروپس اوگزیلیری لندینگ بوگ (Bogue Field)               |        |              |
|                                                          |              |      |        | Notable private-use airports                                         |        |              |
| بنر الک، کارولینای شمالی                                 | NC06         |      |        | Elk River Airport                                                    |        | ۶            |
| کلارکتون، کارولینای شمالی                                | 2NR2         |      |        | Elkins Field (former public-use, was FAA: 1E6)                       |        |              |
| Corolla                                                  | 7NC2         | DUF  |        | Pine Island Airport                                                  |        | ۱            |
| هونترسویل، کارولینای شمالی                               | NC05         |      |        | فرودگاه صحرایی برادفورد                                              |        |              |
| میکن، کارولینای شمالی                                    | NC10         |      |        | Nocarva Airport                                                      |        | ۵            |
| واکسهاو، کارولینای شمالی                                 | 2NC1         |      |        | Hawk's Knoll Airport                                                 |        | ۱۸           |
|                                                          |              |      |        | Notable former airports                                              |        |              |
| شارلوت                                                   | 9A3          |      |        | Brockenbrough Airport (closed 1986)                                  |        |              |
| روونووک رپید، کارولینای شمالی                            | RZZ          | RZZ  | KRZZ   | Halifax County Airport (closed permanently, FAA record still active) | GA     |              |

پانویس:
1. ↑  Kinston Regional Jetport is listed as a commercial service – primary airport in the 2009–2013 NPIAS, but it had less than 10,000 yearly enplanements in 2008 and there is no scheduled commercial airline service.
2. ↑  Moore County Airport is listed as a commercial service – nonprimary airport in the 2009–2013 NPIAS, but is a general aviation airport based on 2008 enplanements (commercial service ended 2007).